# Rosa 'Anny Duperey'
Rosa 'Anny Duperey' — сорт роз, класс флорибунда.

## Происхождение
Не раскрыто.
Создан во Франции Meilland International в 2006 году.
Сорт назван в честь Анни Дюпре французской актрисы и писательницы.

## Биологическое описание
Куст высотой 70—110 см, шириной до 100 см.
Листья среднего и крупного размера, от средне- до тёмно-зеленого цвета, блестящие.
Цветки лимонно-жёлтые, густомахровые, чашевидные, 7—9 см в диаметре. Лепестков до 85. До 15 цветков в кистевидном соцветии. Цветки расположены плотными группами.
Аромат умеренный с оттенком лимона.

## В культуре
USDA-зоны: от 6b (−28.9 °C… −31.7 °C), до 9b (−28.9 °C… −31.7 °C), по другим данным 5.
Устойчивость к болезням очень высокая.
Цветение непрерывное.